# Leonardaspis wilga
Leonardaspis wilga är en insektsart som först beskrevs av Leonardi 1903.  Leonardaspis wilga ingår i släktet Leonardaspis och familjen pansarsköldlöss. Inga underarter finns listade i Catalogue of Life.